# 벤틀리 컨티넨탈 GT
벤틀리 컨티넨탈 GT(영어: Bentley Continental GT)는 자동차 제조회사인 폭스바겐의 자회사이자 영국의 수공 고급 자동차 회사인 벤틀리에서 2003년에 출시하여 판매하고 있는 그랜드 투어러형 쿠페이다. 컨티넨탈 GT의 세단형인 플라잉 스퍼와 함께 4륜구동 시스템이 장착되어 있다. 연기자 송승헌의 애마로 유명하다. 영국 크루 공장에서 생산하고, 대한민국에는 2006년에 들어왔다. 일반 쿠페형이 GT이고, 컨버터블형이 GTC이다. 2013년에 출시된 2세대부터는 세단형인 컨티넨탈 플라잉 스퍼가 플라잉 스퍼로 차명이 변경되고, 아우디의 고성능 S6/S8에 달리는 500마력 V8 4.0리터 가솔린 트윈터보 엔진이 추가됨과 동시에 자동변속기는 6단에서 8단으로 교체됐다. 2019년에 3세대가 출시되었으며, 한국에는 4.0 V8만 2020년에 출시되었다. 그리고 W12 6.0모델을 GT 스피드로 대체하였다.

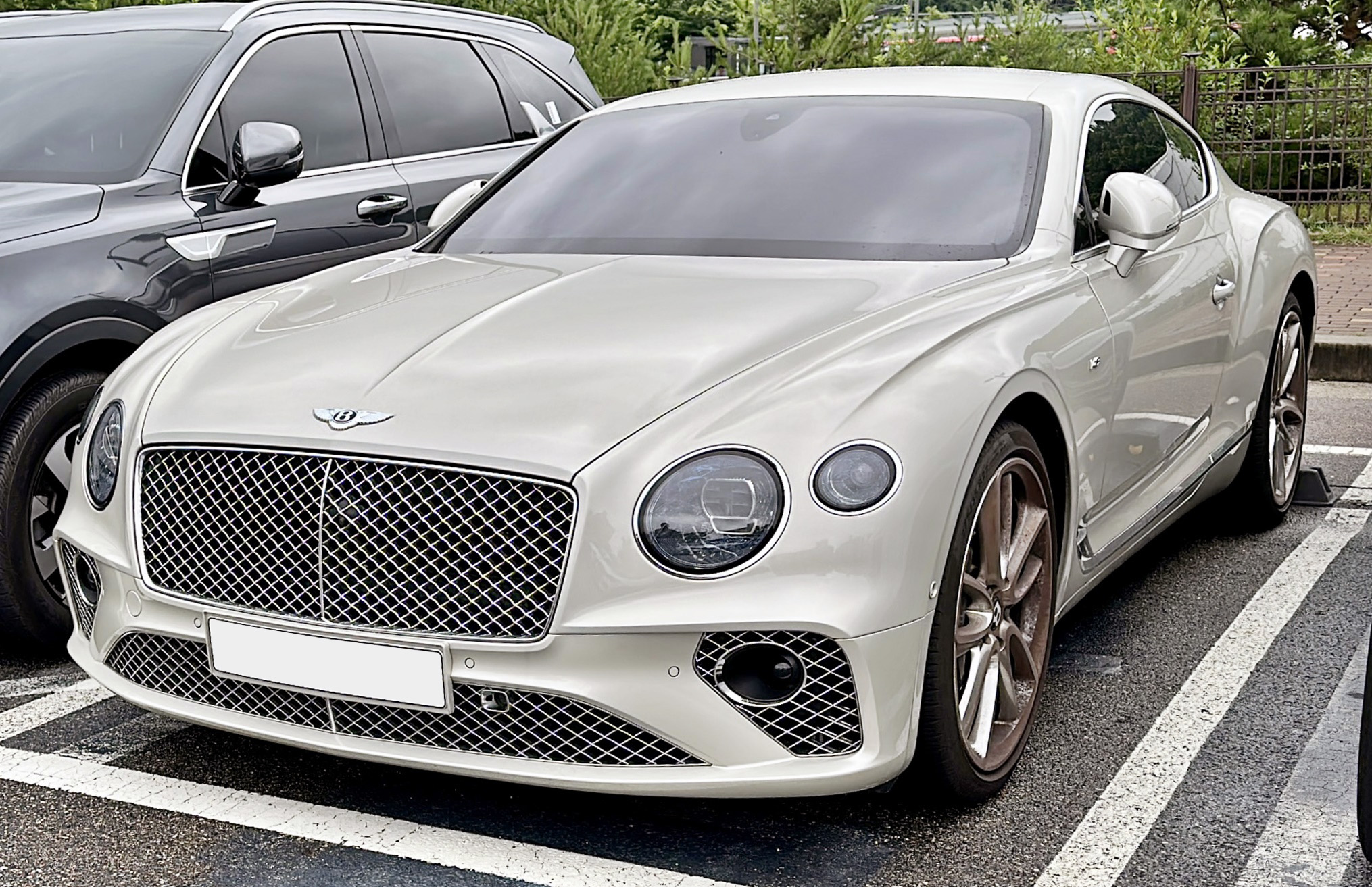
벤틀리 컨티넨탈 GT 3세대 전측면

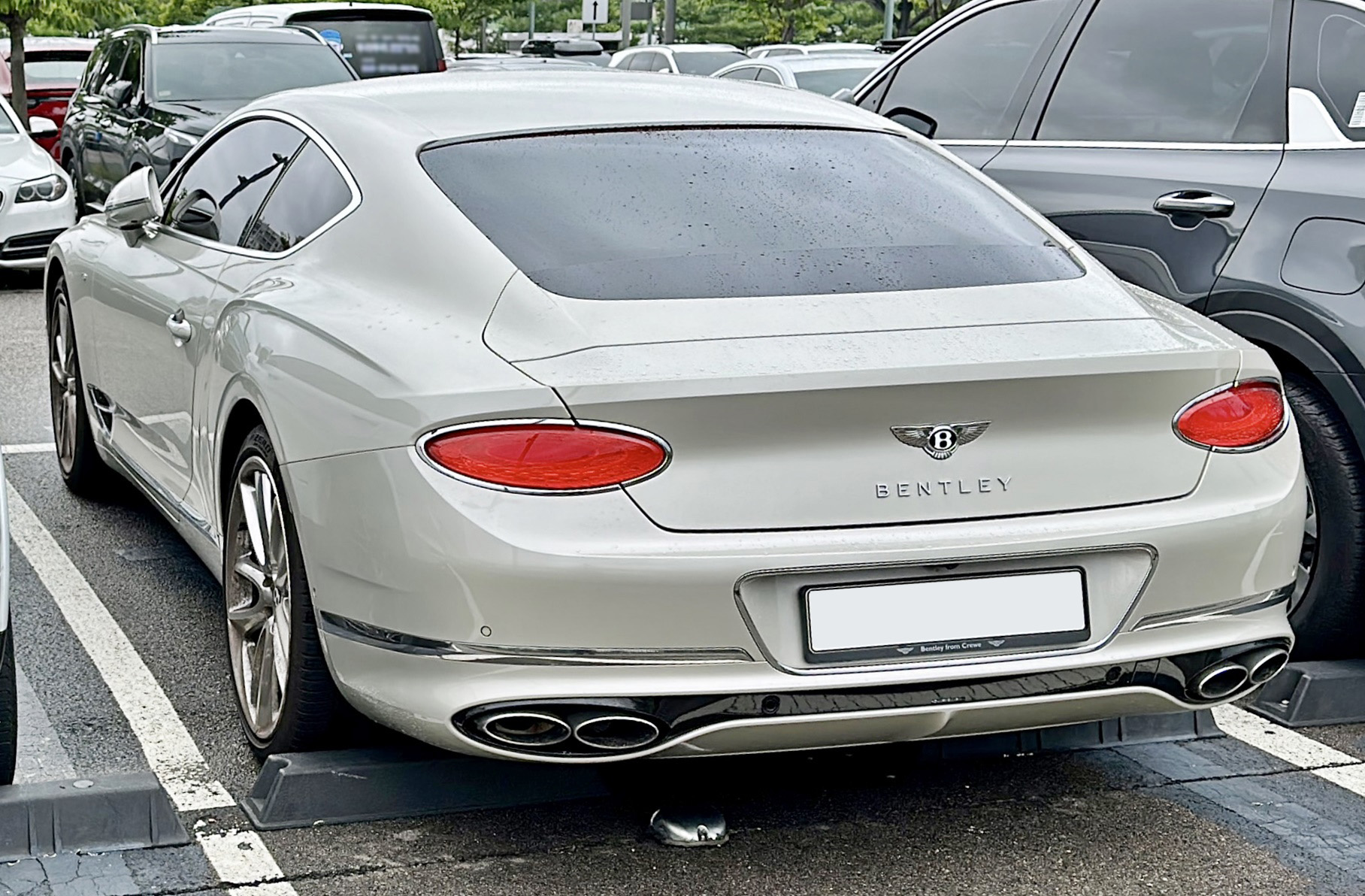
벤틀리 컨티넨탈 GT 3세대 후측면

## 다른 형식

### GTC
벤틀리 컨티넨탈 GTC는 컨티넨탈 GT의 컨버터블 형식이다. 560마력 W12 6.0리터 터보 엔진이 달린다.

### GT 스피드
벤틀리 GT 스피드는 컨티넨탈 GT의 고성능 버전이다. 기존 560마력 W12 엔진을 610마력으로 올렸다. 2021년에 W12 모델을 대체할 모델로 635마력으로 나왔다.

### GTC 스피드
벤틀리 컨티넨탈 GTC 스피드는 컨티넨탈 GT의 고성능 버전인 컨티넨탈 GT 스피드의 컨버터블 형식이다.

### 슈퍼스포츠
벤틀리 컨티넨탈 슈퍼스포츠는 컨티넨탈 GT의 하드코어 버전이다. 기존 560마력 엔진을 630마력으로 올렸다.

### 슈퍼스포츠 컨버터블
벤틀리 컨티넨탈 슈퍼스포츠는 컨티넨탈 GT의 하드코어 버전인 컨티넨탈 슈퍼스포츠의 컨버터블 형식이다.

## 사진첩

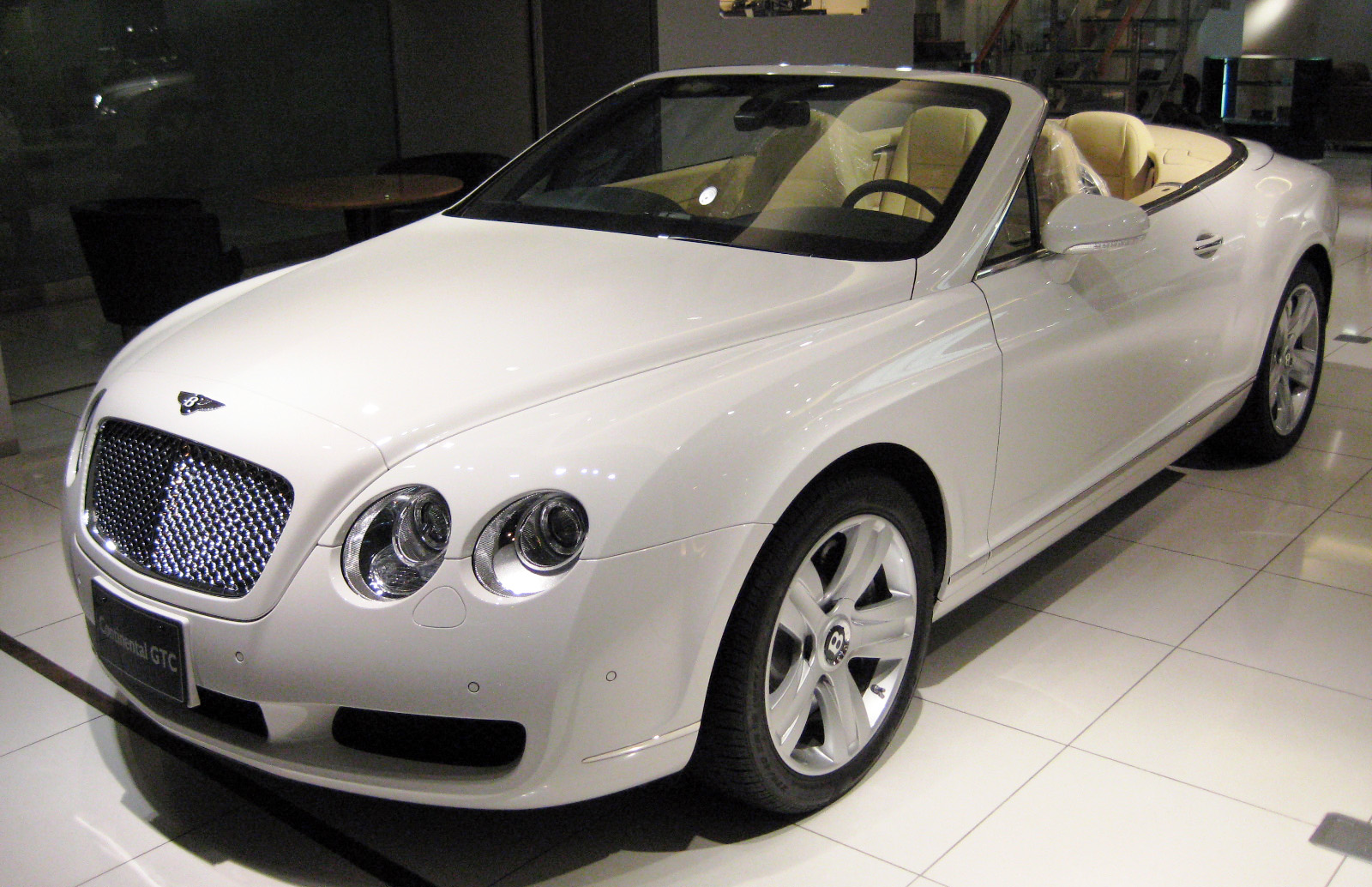
벤틀리 컨티넨탈 GTC
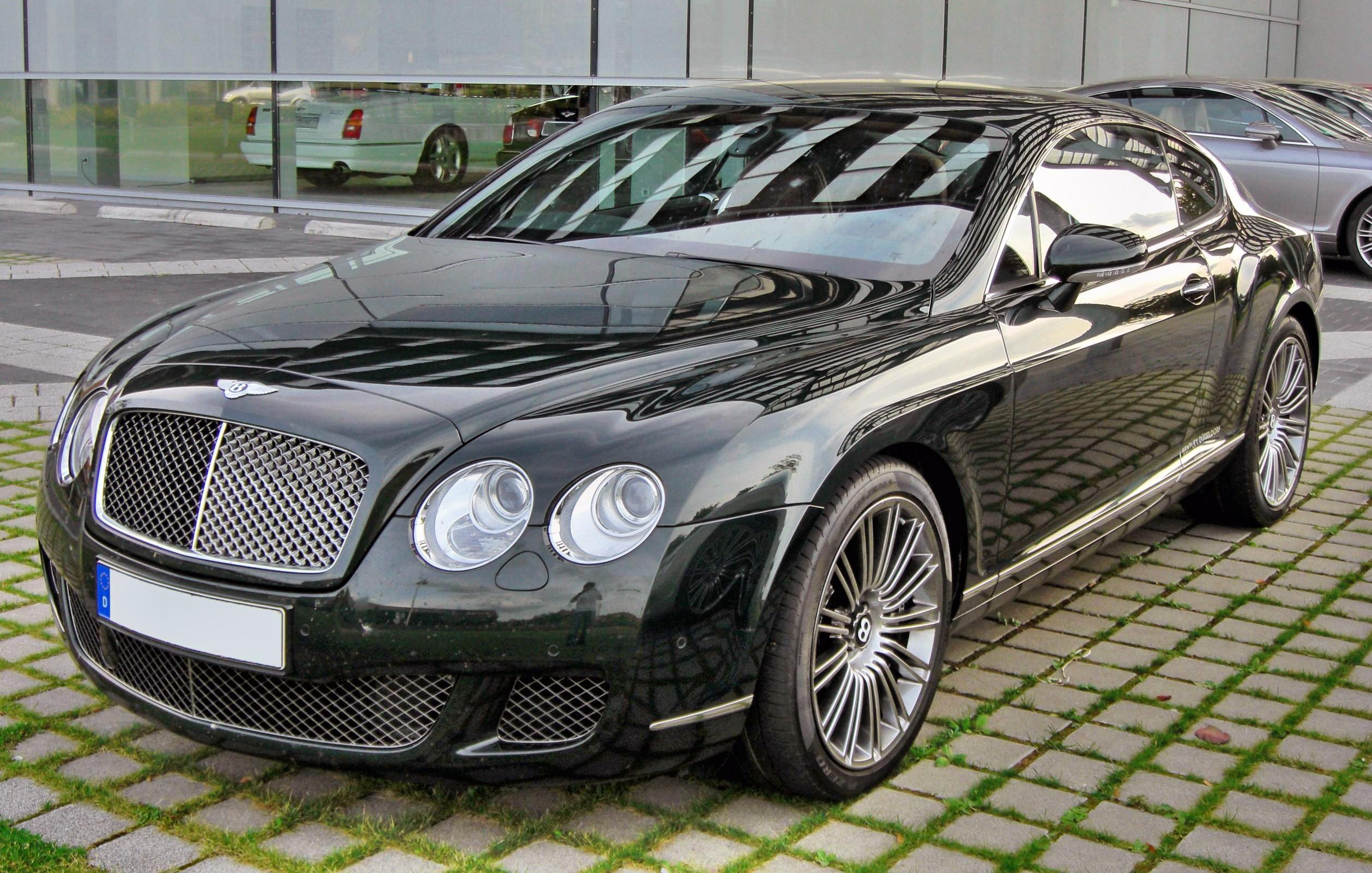
벤틀리 컨티넨탈 GT 스피드
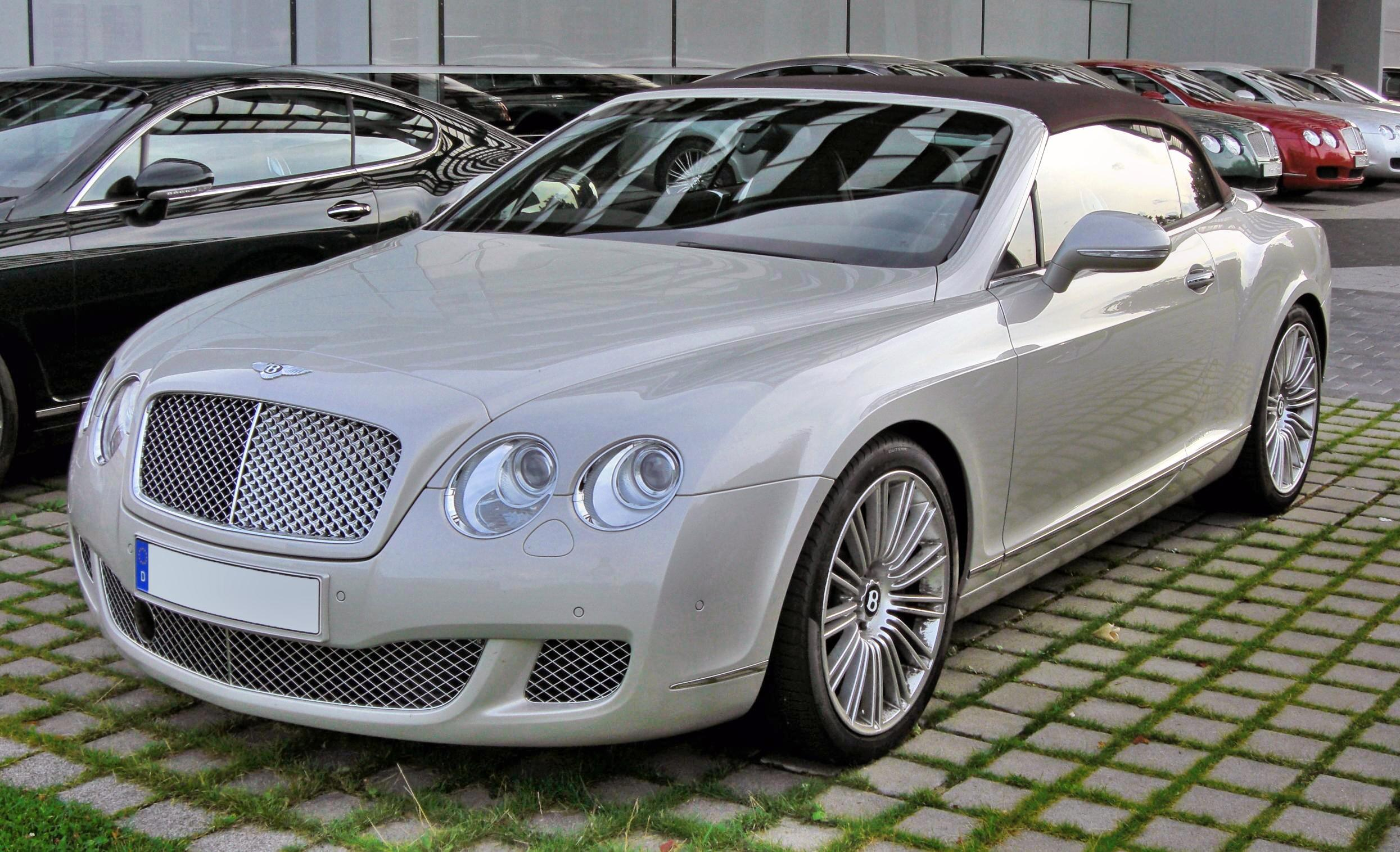
벤틀리 컨티넨탈 GTC 스피드
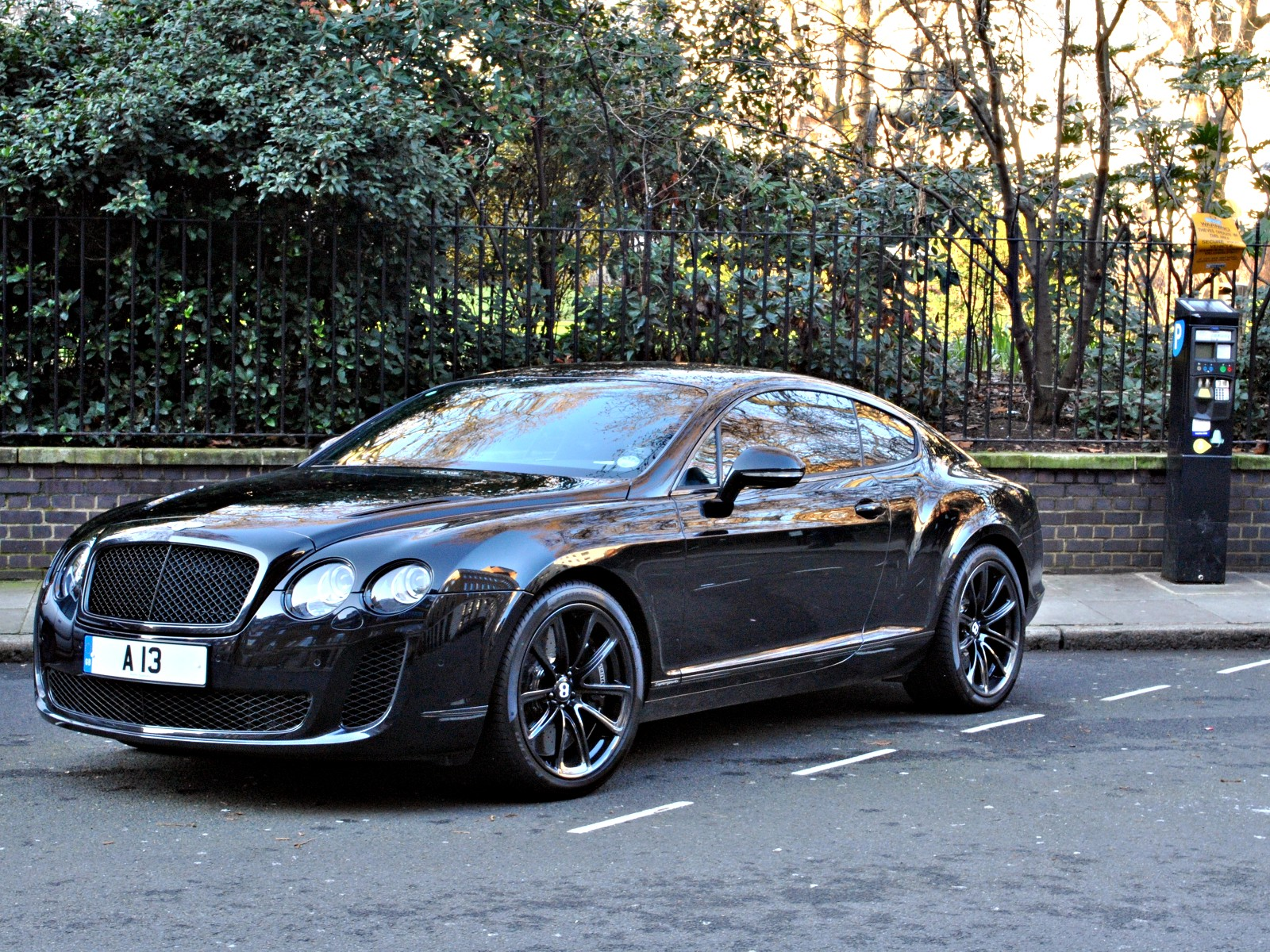
벤틀리 컨티넨탈 슈퍼스포츠
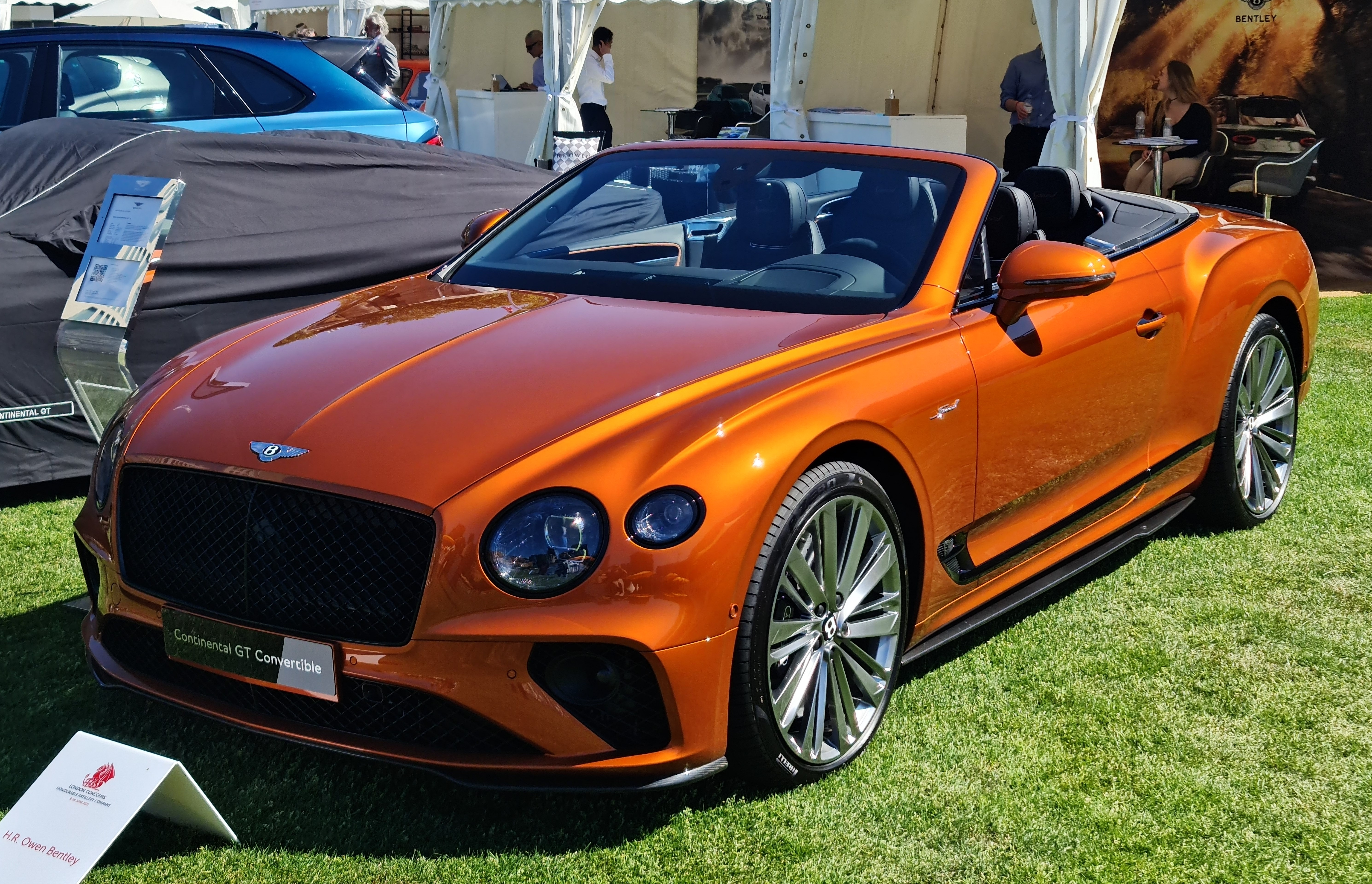
Continental GT Speed Convertible
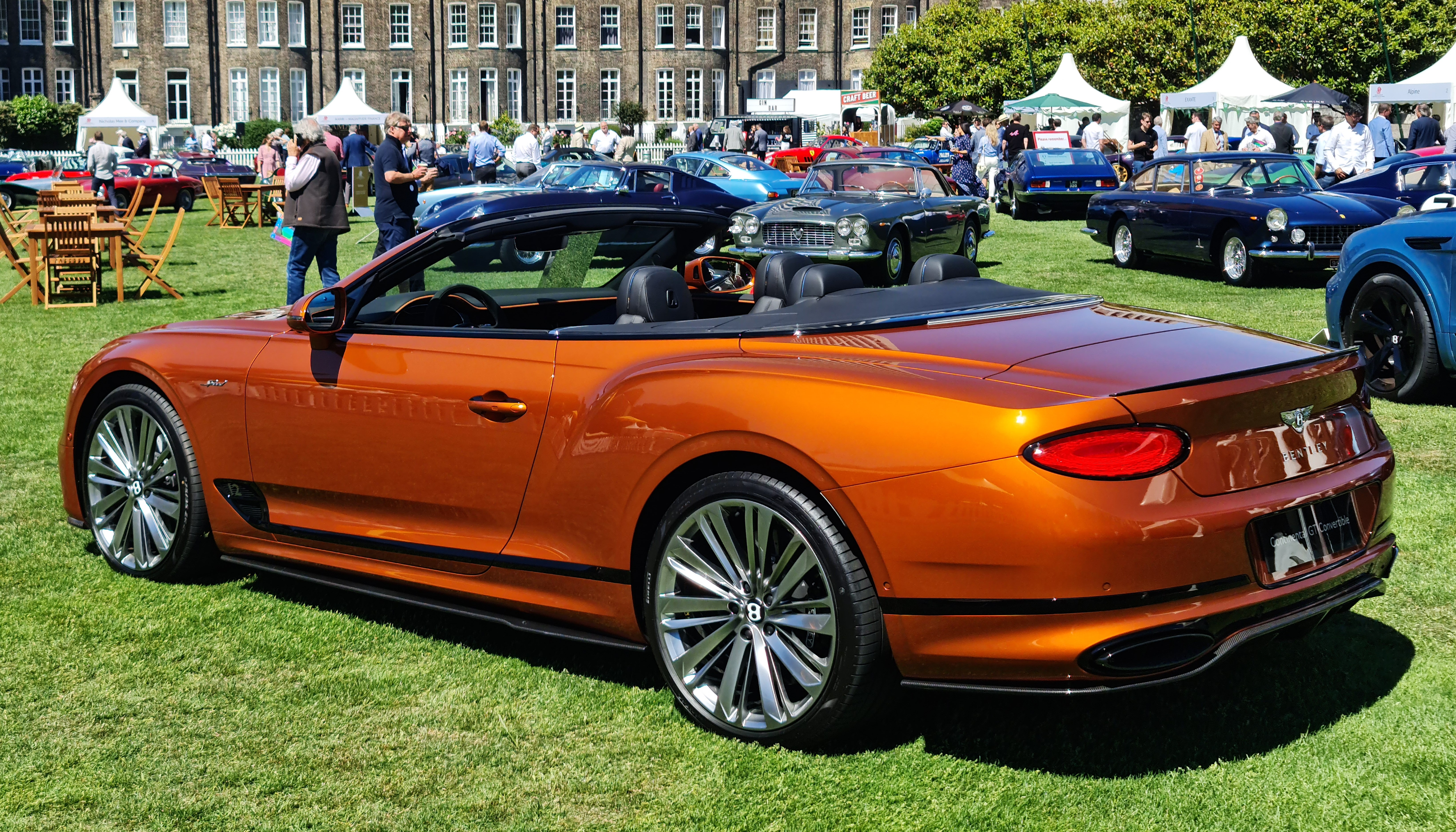
Continental GT Speed Rear

## 제원
| 구분               | GT                    | GTC                   | GT 스피드             | GTC 스피드            | 슈퍼스포츠            | 슈퍼스포츠 컨버터블   |
| 형식               | 쿠페                  | 컨버터블              | 쿠페                  | 컨버터블              | 쿠페                  | 컨버터블              |
| 엔진               | W12 6.0리터 트윈 터보 | W12 6.0리터 트윈 터보 | W12 6.0리터 트윈 터보 | W12 6.0리터 트윈 터보 | W12 6.0리터 트윈 터보 | W12 6.0리터 트윈 터보 |
| 배기량             | 5,998cc               | 5,998cc               | 5,998cc               | 5,998cc               | 5,998cc               | 5,998cc               |
| 최고출력(ps/rpm)   | 560/6,100             | 560/6,100             | 610/6,000             | 610/6,000             | 630/6,000             | 630/6,000             |
| 최대토크(kg*m/rpm) | 66.3/1,600            | 66.3/1,600            | 76.5/1,750            | 76.5/1,750            | 81.6/1,750            | 81.6/1,750            |
| 연료               | 휘발유                | 휘발유                | 휘발유                | 휘발유                | 휘발유                | 휘발유                |

## 같이 보기
- 벤틀리